# Ravelstein
Ravelstein – ostatnia powieść Saula Bellowa wydana w 2000, będąca jego literackim testamentem, napisanym w stylu powieści z kluczem. Opowiada o przyjaźni dwóch profesorów uniwersyteckich. Akcja powieści rozgrywa się w Chicago.